# Disney Wonder

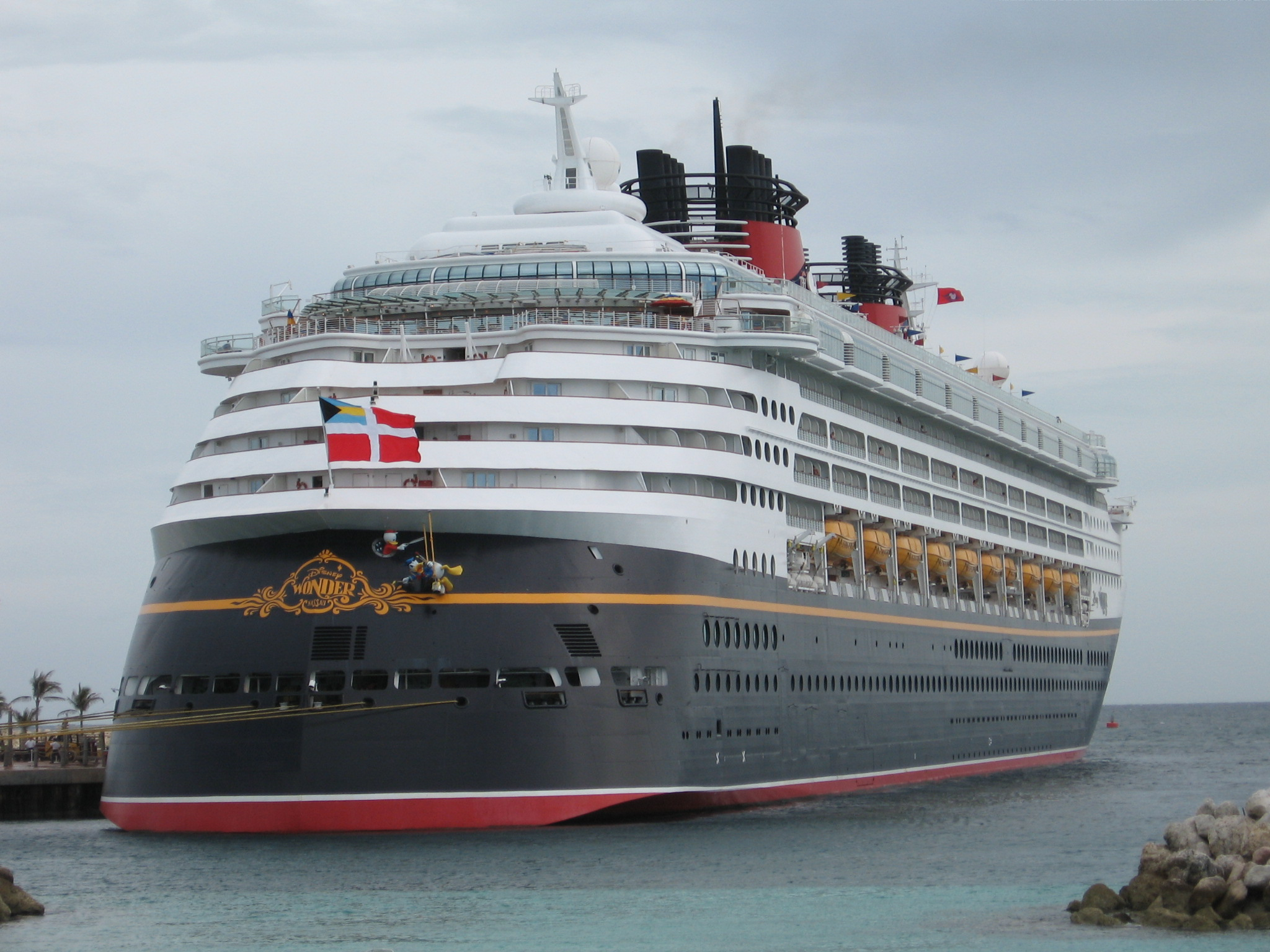
Disney Wonder vista da poppa.

La Disney Wonder è una nave da crociera della compagnia di navigazione Disney Cruise Line, sussidiaria della The Walt Disney Company

## Storia
La The Walt Disney Company nel 1995 aprì una sussidiaria chiamata Disney Cruise Line per entrare nel mercato delle crociere a tema; parallelamente alla costituzione della nuova sussidiaria il management ordinò all'italiana Fincantieri la costruzione di due imponenti navi da crociera: appunto la Wonder e la Magic. Le due navi sono praticamente gemelle visto che si differenziano tra loro solo per pochi particolari e negli allestimenti. Tutto ciò conferisce alla Wonder meno di 2.000 tonnellate di stazza lorda in più della gemella.
La Wonder è stata assemblata nel Cantiere navale di Marghera, a Venezia tra il 1996 e il 1999.
Naviga principalmente in Alaska, sulla West Coast e sulla riviera del Messico.